# Béatrice d'Ornacieux
Béatrix ou Béatrice conhecida como d'Ornacieux, 1260 - 1303, foi uma fundadora de um mosteiro. Venerada como Beata na Igreja Católica Romana, seu culto foi confirmado em 1763 e foi beatificada pelo Papa Pio IX em 15 de abril de 1869. A sua festa litúrgica é marcada para 13 de fevereiro pelos Cartuxos e 25 de novembro pela Diocese de Valência.

## Vida
Sua hagiografia é escrita no século XIV na obra em Francoprovençal Lyonnais La Vita seiti Biatrix virgina de Ornaciu (“A vida de Santa Beatriz de Ornacieux, virgem”) da freira Margarida de Oingt.
Béatrix nasceu por volta de 1260 em Ornacieux em uma família nobre e poderosa, os senhores de Ornacieux. Ela entrou na Cartuxa de Parmenie em 1273, depois partiu para fundar um mosteiro em Eymeux, onde viveu em austeridade e experimentou muitos êxtases místicos. Ela se tornou priora e morreu lá por volta de 1303. Suas relíquias são então compartilhadas entre Eymeux e Parmenie.

## Escrita histórica
O texto principal a respeito foi escrito no século XIV por Margarida de Oingt, em Francoprovençal, sob o título original: Li Via seiti Biatrix, virgina de Ornaciu 
§ 112 : Quant vit co li diz vicayros que ay o coventavet fayre, ce alyet cela part et en ot mout de dongiers et de travayl, ancis que cil qui gardont lo lua d'Emuet li volissant layssyer co que il demandavet et que li evesques de Valenci o volit commandar. Totes veys yses com Deus o aveyt ordonat oy se fit.

## Iconografia
Por causa de sua devoção à Paixão de Cristo e do ferimento de seu corpo, ela é frequentemente retratada segurando um prego ou cravando-o na mão esquerda com um martelo, para compartilhar de alguma forma as dores de Jesus crucificado.